# Тиам, Сафиату
Сафиату Тиам (фр. Safiatou Thiam; род. 24 мая 1963, Дакар, Сенегал) — сенегальский врач-эпидемиолог и политик, специалист в области проблем ВИЧ/СПИДа. С 2007 по 2009 год занимала пост министра здравоохранения и профилактики в правительстве Сенегала. С 2014 года является исполнительным секретарём Национального совета по борьбе со СПИДом в Сенегале.

## Биография

### Образование
Обучалась в Университете Шейха Анты Дьопа, в котором в 1995 году получила степень доктора медицины, защитив диссертацию под названием «СПИД в хирургической среде: знания, подходы и практики». Продолжила образование в Институте тропической медицины в Антверпене, который окончила в 1997 году со степенью магистра биомедицинских наук со специализацией в области тропических заболеваний (раздел эпидемиологии).
В 1998 году в Институте Пола Корреа в Дакаре Тиам прошла курс по планированию и организации борьбы с инфекционными заболеваниями и СПИДом в развивающихся странах. В том же году в Международном Институте Фурнье в Париже она защитила диплом по венерическим заболеваниям и СПИДу. В 2001 году защитила диплом высшей квалификации по направлению «Общественное здравоохранение и развивающиеся страны» в Университете Пьера и Марии Кюри в Париже. В том же году в Университете Шейха Анты Дьопа получила сертификат по направлению «Специальные исследования в области инфекционных и тропических заболеваний».

### Карьера
В 1995—1996 годах работала в Министерстве здравоохранения Сенегала в качестве эксперта по вопросам оценки диагностических возможностей выявления венерических заболеваний в центрах здоровья, предварительного исследования предлагаемой программы по борьбе с диабетом, заболеваемостью малярией и смертностью. С января по декабрь 1997 года в Сенегале работала помощником координатора исследований Национальной программы по борьбе со СПИДом, исследуя влияние профилактики среди секс-работниц в Дакаре на распространение инфекционных заболеваний, передающихся половым путём. Курировала мероприятия по надзору и профилактике инфекционных заболеваний в медицинских центрах. Обучала инструкторов по использованию руководств при лечении инфекционных и вирусных заболеваний в отсутствие медицинского персонала. В 1998 году, в рамках международных организаций, Тиам служила врачом-консультантом у беженцев.
С августа 1999 по декабрь 2001 года работала в клинике IMEA «Врачебная клиническая координация и мониторинг» во время проведения 1-го клинического испытания антиретровирусных препаратов. С января 2002 по сентябрь 2003 года работала в Министерстве здравоохранения, в отделе профилактики ВИЧ, где также занималась реализацией инициативы по политике децентрализации доступа к антиретровирусным препаратам в Сенегале. Тиам была одним из редакторов документов о стандартах по работе с антиретровирусными препаратами на пунктах здравоохранения, в медицинских центрах и больницах: «Национальная политика безопасности инъекций в Сенегале», «Предложения Сенегала в Глобальный фонд для борьбы со СПИДом, туберкулёзом и малярией», «Руководство по лечению СПИДа и инфекционных заболеваний», «Руководство по консультированию и поддержке стратегического плана по борьбе с ВИЧ на 2002—2006 годы», «Стратегический план борьбы со СПИДом на 2007—2011 годы».
С сентября 2003 по март 2007 года Тиам работала в Сенегальском национальном совете по борьбе со СПИДом. С апреля по сентябрь 2006 года была сотрудником, координирующим разработку Национального стратегического плана борьбы со СПИДом на 2007—2011 годы. В 2007 году Сафиату работала координатором Объединённой программы ООН по ВИЧ / СПИДу в Сенегале.
13 сентября 2007 года была назначена министром здравоохранения и профилактики Сенегала. Подала в отставку в апреле 2009 года. С того же года работала консультантом ООН и международных организаций во африканских странах (Гвинее, Буркина-Фасо, Мали, Кот-д’Ивуаре), курируя реализацию программ по борьбе со СПИДом. В 2014 году работала консультантом в Институте здоровья и развития в Мали.
С февраля 2014 года является исполнительным секретарём Национального совета по борьбе со СПИДом, в котором курирует программы Международного фонда по борьбе со СПИДом, туберкулёзом и малярией.